# ماریو پترکوویچ
ماریو پترکوویچ (کرواتی: Mario Petreković؛ زادهٔ ۸ ژوئیهٔ ۱۹۷۲) بازیگر، مجری تلویزیون، و بازیگر تلویزیون اهل کرواسی است. وی از سال ۱۹۹۴ میلادی تاکنون مشغول فعالیت بوده‌است.